# Flikblekmossor
Flikblekmossor (Lophocolea) är ett släkte av levermossor som först beskrevs av Barthélemy Charles Joseph Dumortier, och fick sitt nu gällande namn av Barthélemy Charles Joseph Dumortier. Flikblekmossor ingår i familjen Geocalycaceae.
Kladogram enligt Dyntaxa:
| Flikblekmossor | \| \| Lophocolea bidentata \| \| \| \| \| \| Lophocolea heterophylla \| \| \| \| \| \| Lophocolea minor \| \| \| \| |
|                | \| \| Lophocolea bidentata \| \| \| \| \| \| Lophocolea heterophylla \| \| \| \| \| \| Lophocolea minor \| \| \| \| |
|                | Chiloscyphus |
|                | |
|                | Geocalyx |
|                | |
|                | Harpanthus |
|                | |
|                | Saccogyna |
|                | |
|                | Lophocolea bidentata                                                                                                |
|                | |
|                | Lophocolea heterophylla                                                                                             |
|                | |
|                | Lophocolea minor |
|                | |

|  | Lophocolea bidentata    |
|  |                         |
|  | Lophocolea heterophylla |
|  |                         |
|  | Lophocolea minor        |
|  |                         |